# 39880 Dobšinský
39880 Dobšinský è un asteroide della fascia principale. Scoperto nel 1998, presenta un'orbita caratterizzata da un semiasse maggiore pari a 2,3073428 UA e da un'eccentricità di 0,0934484, inclinata di 5,26666° rispetto all'eclittica.